# TopSolid
TopSolidは、フランスのソフトウェアハウスTOPSOLID SASが提供する統合3次元（3D）CAD/CAMソフトウェアである。Parasolidモデリングカーネルをベースにしており、機械製造、板金、木工業界における形状、コンポーネント、アセンブリの設計・製造に使用されている。
このシステムは、設計用と製造用の異なるモジュールで構成されており、同じユーザーインターフェースと同じ関連データベースを使用しているため、プロジェクト段階での重複を避けることができる。PDMとERPの統合ソリューションを含む業界唯一のシステムである。 後者は主にフランスで販売されている。
はじめはUNIXマシン用に開発されたが、現在ではWindows専用となっている。

## 流通と応用分野
TopSolidの市場シェアは約4％で、世界のCAD/CAMプロバイダーの中では第9位、本国フランスでは第2位となっており、特に自動車産業、航空産業、機械工学、プラント建設、鉄鋼建設、医療技術などの企業で使用されている。木工業界に特化したソリューションは、主にショップフィッター、大工、船や車の内装フィッターに使用されている。

## 歴史
1980年、機械工学の会社であるMissler Mécanique社は、イタリアのOlivetti社と共同でソフトウェア開発を開始した。機械工学用のコンピュータソリューションに対する需要の高まりを受けて、1984年に姉妹会社のMissler Informatiqueを設立し、GTL3ソリューションの開発と販売を行っている。1988年、Suf3Dが発売された。これは、特に金型メーカー向けのサーフェスモデラーを備えたソフトウェアソリューションである。1990年に最初の管理ソフトウェア「GPS」が発表された後、Missler Informatique社のチームは、トゥールーズにある3次元CADシステム「TopSolid」の発行元であるTopcad社や、板金加工業界向けのソフトウェアソリューションを専門とするグルノーブルのCatalpa社と提携し、機械製造業の全領域をカバーする統合ソリューションへの一歩を踏み出した。この開発の方向性は、1994年にモデリングカーネルParasolidの統合によって最終的なものとなった。2001年には、様々な会社のユニットが最終的に統合され、製品ファミリーはTopSolidという名前で統一された。同年、木材業界向けのインダストリーソリューションの開発が始まり、その3年後にはPDM（Product Data Manager）モジュールが導入された。

## 日本での販売
日本国内ではコダマコーポレーション株式会社（本社･神奈川県横浜市都筑区）が販売をおこなっている。